# Жайворонок монгольський
Жа́йворонок монгольський (Melanocorypha mongolica) — вид горобцеподібних птахів родини жайворонкових (Alaudidae). Мешкає в Росії, Монголії і Китаї.

## Опис
Довжина птаха становить 18—22 см, вага 60 г. Довжина хвоста становить 67—86 мм, довжина дзьоба 15—17 г. Виду не притаманний статевий диморфізм. Райдужки карі, дзьоб зверху темно-сірувато-роговий, знизу білувато-охристий.
Забарвлення лобу і тімені варіюється від темно-іржасто-коричневого до світло-коричневого, потилиця більш світла, відділена від спини білуватою смугою. Спина і надхвістя сірувато-коричневі, поцятковані поздовжніми темними смужками, верхні покривні пера хвоста рудувато-коричневі. Над очима помітні білуваті «брови», які ідуть до потилиці. Підборіддя і верхня частина горла білі, знизу окаймлені чорною смугою. Передня частина грудей світло-рудувато-коричнева, решта нижньої частини тіла біла.
Першорядні махові пера коричневі або чорні, кінчики у них білі, внутрішні опахала мають білі краї, площа білих плям збільшується від четвертого до першого пера. Другорядні махові пера, натомість, переважно білі, що формує на крилах білу смугу. Центральна пара стернових пер темно-рудувато-коричнева, решта стернових пер чорнувато-бурі або чорні, на кінчиках бічних опахалів є білі плями, площа яких поступово збільшується. П'яті стернові пера мають білі кінчики, бічні опахала к них мають білі краї. У крайніх стернових пер бічні опахала білі, а на внутрішніх опахалах на кінці є білі плями.

## Поширення і екологія
Монгольські жайворонки гніздяться на півдні Туви (на південь від гір Танну-Ула), в Забайкаллі, Монголії, північному і центральному Китаї (на південь до півночі провінції Сичуань), між 34° і 51° північної широти та між 93° і 124° східної довготи. Російські і північномонгольські популяції взимку вони мігрують свого ареалу. Монгольські жайворонки живуть в степах і на сухих високогірних луках, віддають перевагу ділянкам з більш високою і густою травою. Живляться насінням і безхребетними. Гніздяться з квітня по серпень, за сезон може вилупитися два виводки.

## Збереження
МСОП класифікує цей вид як такий, що не потребує особливих заходів зі збереження. За оцінками дослідників, популяція двоплямистих жайворонків становить від 10,2 до 20,5 мільйона птахів.